# Jean-Marie Le Sergeant de Monnecove
Jean-Marie Edouard Le Sergeant de Monnecove est un homme politique français né le 25 décembre 1798 à Londres (Royaume-Uni) et mort le 12 mai 1876 à Paris 2e.

## Biographie

### Entourage familial
Fils d'Antoine Alexis Joseph Le Sergeant de Monnecove, capitaine de cavalerie, chevalier de Saint Louis, émigré, fait baron de l'Empire en 1813 avec institution d'un majorat sur les domaines de Fruges et Radinghem, et de Marie Albertine Joseph de Brandt de Galametz, il est issu d'une famille qui a donné trois autres parlementaires au Pas de Calais. Son oncle, Louis Joseph Thomas Le Sergeant d'Isbergues, fut député de la noblesse d'Artois aux Etats-généraux de 1789, puis à l'assemblée constituante. Son cousin germain, Fidèle Henri François Le Sergeant de Bayenghem, fut député du Pas de Calais (1827-1834), puis président du conseil-général du Pas de Calais et pair de France. Son neveu Félix de Monnecove, fut député du Pas de Calais (1860-1863), maire de Saint Omer.

### Carrière
Edouard de Monnecove commence sa carrière comme officier : Garde du corps de Monsieur, frère du roi, en 1816. il sert à partir de 1819 aux chasseurs de la Corrèze, après 1822 aux chasseurs des Vosges. Il quitte l'armée en 1826. 
En 1834, il est élu député du Pas-de-Calais puis réélu en 1837 et 1839, siégeant dans la majorité conservatrice soutenant la monarchie de Juillet, le parti de la Résistance. 
Au scrutin de 1842, il est battu par Florentin Dekeisère, qui siégera, pour sa part dans le tiers-parti.
En 1845, il est nommé pair de France par Louis Philippe et siège à la chambre haute jusqu'à la révolution de février 1848. 
Il se lance ensuite dans l'industrie, et est l'un des fondateurs de la Compagnie parisienne d'éclairage et de chauffage par le gaz.
Célibataire, il était membre de la Société des antiquaires de la Morinie , de l'Académie des sciences, lettres et arts d'Arras.

### Distinction
- Chevalier de la Légion d'honneur (1842)

## Pour approfondir

### Sources
- « Jean-Marie Le Sergeant de Monnecove », dans Adolphe Robert et Gaston Cougny, Dictionnaire des parlementaires français, Edgar Bourloton, 1889-1891 [détail de l’édition]